# Arminoïdeus
Els arminoïdeus (Arminoidea) són una superfamília de gastròpodes nudibranquis. Arminoidea és l'única superfamília dins del clade Euarminida.

## Famílies
Un estudi publicat l'any 2000, va demostrar que l'Arminoidea és un grup parafil·lètic.
Arminoidea conté dues famílies:
- Família Arminidae
- Família Doridomorphidae